# Invasión (película de 2014)
Invasión es una película documental panameña de 2014 escrito y dirigido por Abner Benaim sobre la invasión estadounidense de 1989. Fue seleccionada como la entrada panameña a la Mejor Película en Lengua Extranjera en la 87.ª edición de los Premios Óscar, pero no fue nominada. Era la primera vez que Panamá presentaba una película al Oscar a la Mejor Lengua Extranjera.

## Sinopsis
La película entrevista a muchos residentes de Panamá que se vieron afectados por la invasión de Panamá en 1989. La película también entrevistó a Manuel Noriega, lo que fue muy polémico para algunos de los espectadores, ya que cumplía cadena perpetua.

## Recepción
La película ganó el Premio del Público al Mejor Documental y el Premio del Público MasterCard Centroamérica y el Caribe, en el Festival de Cine de Panamá.